# Neolitsea pallens
Neolitsea pallens là loài thực vật có hoa trong họ Nguyệt quế. Loài này được (D. Don) Momiy. & H. Hara miêu tả khoa học đầu tiên năm 1972.